# Novotel Cup 2011
Novotel Cup 2011 - 24. edycja turnieju towarzyskiego organizowanego przez Luksemburski Związek Piłki Siatkowej (fr. Fédération Luxembourgeoise de Volleyball, FLVB) od 1987 roku. Turniej rozegrany był w dniach 7-9 stycznia 2011 roku w Centre National Sportif et Culturel w stolicy Luksemburga.
Turniej kobiet rozegrano 24. raz, turniej mężczyzn natomiast 7. raz. Zarówno w jednych, jak i drugich rozgrywkach wystartowały 4 zespoły. Rozegrały one ze sobą po jednym spotkaniu. Za wygraną drużyna otrzymywała dwa punkty, za porażkę - jeden punkt.
Zwycięstwo w turnieju kobiet odniosła po raz drugi drużyna gospodarzy - Luksemburg, w turnieju mężczyzn - reprezentacja Białorusi.
Piłką obowiązującą w turnieju była Mikasa MVA 200.

## Hala sportowa
| Nazwa                                         | Adres                                | Zdjęcie |
| --------------------------------------------- | ------------------------------------ | ------- |
| Centre National Sportif et Culturel (d'Coque) | 2, rue Léon Hengel L-1745 Luksemburg |         |

## Sędziowie
W turnieju Novotel Cup 2011 sędziowało 9 sędziów z trzech krajów.
| Imię i nazwisko     | Narodowość    |
| ------------------- | ------------- |
| Dieter Bröstl       | Niemcy        |
| Carole Hepp         | Luksemburg    |
| André Jungen        | Niemcy        |
| Carlo Messerig      | Luksemburg    |
| Anton Probst        | Niemcy        |
| Volker Schiemenz    | Niemcy        |
| Aleksander Sikanjic | Liechtenstein |
| Sabine Witte        | Niemcy        |
| Carel Zuidberg      | Luksemburg    |

## Drużyny uczestniczące
| Zespół        | Ranking FIVB |
| ------------- | ------------ |
| Islandia      | 108. miejsce |
| Liechtenstein | –            |
| Luksemburg    | –            |
| Szkocja       | 111. miejsce |

| Zespół        | Ranking FIVB |
| ------------- | ------------ |
| Białoruś      | 51. miejsce  |
| Luksemburg    | 120. miejsce |
| Stevens Ducks | –            |
| Szkocja       | 125. miejsce |

## Turniej kobiet

### Tabela
| Lp. | Drużyna       | Pkt | Mecze | Mecze | Mecze | Sety | Sety | Sety  | Małe punkty | Małe punkty | Małe punkty |
| Lp. | Drużyna       | Pkt | M     | W     | P     | wyg. | prz. | ratio | zdob.       | str.        | ratio       |
| --- | ------------- | --- | ----- | ----- | ----- | ---- | ---- | ----- | ----------- | ----------- | ----------- |
| 1   | Luksemburg    | 5   | 3     | 2     | 1     | 7    | 4    | 1.750 | 260         | 228         | 1.140       |
| 2   | Liechtenstein | 5   | 3     | 2     | 1     | 7    | 4    | 1.750 | 250         | 250         | 1.000       |
| 3   | Islandia      | 5   | 3     | 2     | 1     | 7    | 5    | 1.400 | 288         | 253         | 1.138       |
| 4   | Szkocja       | 3   | 3     | 0     | 3     | 1    | 9    | 0.111 | 180         | 247         | 0.729       |

Źródło: flvb.lu
Zasady ustalania kolejności: 1. liczba zdobytych punktów; 2. wyższe ratio setowe; 3. wyższe ratio małych punktów.
Punktacja: zwycięstwo - 2 pkt; porażka - 1 pkt

### Wyniki spotkań
| 07.01.2011 | Szkocja | 1:3 (25:22, 14:25, 19:25, 18:25) | Islandia |

| 07.01.2011 | Luksemburg | 3:1 (25:15, 23:25, 25:20, 26:24) | Liechtenstein |

| 08.01.2011 | Liechtenstein | 3:0 (25:18, 25:22, 25:18) | Szkocja |

| 08.01.2011 | Luksemburg | 1:3 (25:23, 22:25, 20:25, 19:25) | Islandia |

| 09.01.2011 | Islandia | 1:3 (25:16, 23:25, 22:25, 23:25) | Liechtenstein |

| 09.01.2011 | Luksemburg | 3:0 (25:16, 25:16, 25:14) | Szkocja |

## Turniej mężczyzn

### Tabela
| Lp. | Drużyna       | Pkt | Mecze | Mecze | Mecze | Sety | Sety | Sety  | Małe punkty | Małe punkty | Małe punkty |
| Lp. | Drużyna       | Pkt | M     | W     | P     | wyg. | prz. | ratio | zdob.       | str.        | ratio       |
| --- | ------------- | --- | ----- | ----- | ----- | ---- | ---- | ----- | ----------- | ----------- | ----------- |
| 1   | Białoruś      | 6   | 3     | 3     | 0     | 9    | 1    | 9.000 | 247         | 196         | 1.260       |
| 2   | Luksemburg    | 5   | 3     | 2     | 1     | 6    | 3    | 2.000 | 217         | 202         | 1.074       |
| 3   | Szkocja       | 4   | 3     | 1     | 2     | 4    | 8    | 0.500 | 255         | 268         | 0.951       |
| 4   | Stevens Ducks | 3   | 3     | 0     | 3     | 2    | 9    | 0.222 | 197         | 250         | 0.788       |

Źródło: flvb.lu
Zasady ustalania kolejności: 1. liczba zdobytych punktów; 2. wyższe ratio setowe; 3. wyższe ratio małych punktów.
Punktacja: zwycięstwo - 2 pkt; porażka - 1 pkt

### Wyniki spotkań
| 07.01.2011 | Szkocja | 1:3 (25:16, 22:25, 24:26, 16:25) | Białoruś |

| 07.01.2011 | Luksemburg | 3:0 (25:18, 25:17, 25:19) | Stevens Ducks |

| 08.01.2011 | Białoruś | 3:0 (25:14, 25:16, 25:16) | Stevens Ducks |

| 08.01.2011 | Luksemburg | 3:0 (29:27, 25:20, 25:21) | Szkocja |

| 09.01.2011 | Stevens Ducks | 2:3 (25:19, 17:25, 19:25, 25:16, 11:15) | Szkocja |

| 09.01.2011 | Luksemburg | 0:3 (15:25, 28:30, 20:25) | Białoruś |

## Składy drużyn

### turniej mężczyzn

#### Białoruś
Trener: Wiktor Sidelnikow
Asystent: Wiktor Beksza
| Imię i nazwisko        | Data urodzenia (wiek) | Wzrost (cm) | Klub              |
| ---------------------- | --------------------- | ----------- | ----------------- |
| Maksim Budziuchin      | 13.12.1992 (18)       | 188         | HWK Homel         |
| Wiaczasłau Charapowicz | 08.02.1992 (18)       | 199         | HWK Homel         |
| Barys Chebatarou       | 30.04.1991 (19)       | 196         | BGU-BATE Borysów  |
| Artur Drapczyński      | 01.02.1992 (18)       | 196         | Mohylewskie Lwy   |
| Alaksiej Hiadroits     | 17.10.1991 (19)       | 188         | Kamunalnik Grodno |
| Alaksandr Korats       | 11.04.1991 (19)       | 201         | HWK Homel         |
| Jurij Martynau         | 06.05.1991 (19)       | 198         | HWK Homel         |
| Siarhiej Miaszkou      | 15.11.1991 (19)       | 199         | Mohylewskie Lwy   |
| Paweł Michałowski      | 24.04.1991 (19)       | 199         | Mohylewskie Lwy   |
| Paweł Pachebut         | 13.07.1991 (19)       | 200         | Kamunalnik Grodno |
| Fiodar Paplioukin      | 06.05.1991 (19)       | 178         | HWK Homel         |
| Wadzim Pranko          | 14.09.1991 (19)       | 203         | Stroitiel Mińsk   |
| Iwan Wododochow        | 19.10.1991 (19)       | 196         | Mohylewskie Lwy   |

#### Luksemburg
Trener: Burkhard Disch
Asystent: Bogdan Birca
| Imię i nazwisko   | Data urodzenia (wiek) | Wzrost (cm) | Klub               |
| ----------------- | --------------------- | ----------- | ------------------ |
| Ben Angelsberg    | 27.04.1987 (23)       | 190         | CHEV Diekirch      |
| Djamel Belhaouci  | 01.02.1992 (18)       | 186         | Volley Bartreng    |
| Gilles Braas      | 17.03.1992 (18)       | 188         | RSR Walfer         |
| Pol Christophory  | 05.10.1988 (22)       | 190         | Ireland University |
| Olivier De Castro | 12.02.1988 (22)       | 188         | VC Fentange        |
| Dominik Husi      | 01.08.1990 (20)       | 185         | VBC Einsiedeln     |
| Raoul Jungers     | 03.10.1979 (31)       | 186         | CHEV Diekirch      |
| Andy König        | 30.08.1985 (25)       | 200         | VC Lorentzweiler   |
| Tim Laevaert      | 25.01.1987 (23)       | 190         | CHEV Diekirch      |
| Ralf Lentz        | 02.02.1981 (29)       | 200         | VC Strassen        |
| Jan Lux           | 21.06.1984 (26)       | 201         | TV Düren           |
| Gilles Nizard     | 18.12.1990 (20)       | 186         | VC Strassen        |
| Juan Pablo Stutz  | 18.08.1983 (27)       | 191         | VC Strassen        |
| František Vosáhlo | 24.07.1989 (21)       | 190         | VC Strassen        |
| Chris Zuidberg    | 02.09.1994 (16)       | 188         | VC Lorentzweiler   |
| Daniel Zuidberg   | 29.10.1991 (19)       | 183         | VC Lorentzweiler   |

#### Szkocja
Trener: Simon Loftus
Asystent: Iain Parker
| Imię i nazwisko   | Data urodzenia (wiek) | Wzrost (cm) | Klub                    |
| ----------------- | --------------------- | ----------- | ----------------------- |
| Niall Collin      | 02.05.1984 (26)       | 190         | Dundee                  |
| Stuart Edgar      | 04.08.1980 (30)       | 198         | Kilmarnock Blaze        |
| Alistair Galloway | 25.05.1981 (29)       | 191         | City of Glasgow Ragazzi |
| Colin Giles       | 19.10.1980 (30)       | 185         | Kilmarnock Blaze        |
| Callum Green      | 07.07.1989 (21)       | 198         | Leeds Carnegie          |
| Jonny Herley      | 23.04.1983 (27)       | 194         | City of Glasgow Ragazzi |
| Ruari Isted       | 01.05.1984 (26)       | 206         | Malory Eagles           |
| Alan Krawczyk     | 12.09.1979 (31)       | 187         | Glasgow Mets            |
| Andy McGregor     | 02.05.1993 (17)       | 188         | City of Glasgow Ragazzi |
| Barry McGuigan    | 14.02.1979 (31)       | 188         | City of Edinburgh       |
| Brian O'Neill     | 07.02.1974 (36)       | 202         | City of Glasgow Ragazzi |
| Mike Penny        | 27.07.1983 (27)       | 195         | City of Edinburgh       |

#### Stevens Ducks
Trener: Patrick Dorywalski
Asystent: Jeffrey Lipton
| Imię i nazwisko  | Data urodzenia (wiek) | Wzrost (cm) | Klub                            |
| ---------------- | --------------------- | ----------- | ------------------------------- |
| Richard Budar    | 30.03.1991 (19)       | 180         | Stevens Institute of Technology |
| Bryant De Franco | 30.03.1989 (21)       | 191         | Stevens Institute of Technology |
| Paul Dubuke      | 16.09.1991 (19)       | 193         | Stevens Institute of Technology |
| David Evans      | 24.09.1992 (18)       | 183         | Stevens Institute of Technology |
| Brandt Grobeis   | 15.02.1989 (21)       | 188         | Stevens Institute of Technology |
| Thomas Hannum    | 17.06.1991 (19)       | 183         | Stevens Institute of Technology |
| Timothy Karl     | 03.02.1989 (21)       | 196         | Stevens Institute of Technology |
| Jonathan Landis  | 18.05.1988 (22)       | 188         | Stevens Institute of Technology |
| Tyler Mackanin   | 15.11.1991 (19)       | 188         | Stevens Institute of Technology |
| James Mataras    | 06.12.1990 (20)       | 196         | Stevens Institute of Technology |
| Jake Modestow    | 25.05.1991 (19)       | 198         | Stevens Institute of Technology |
| Aaron Ostrovsky  | 02.07.1989 (21)       | 180         | Stevens Institute of Technology |
| Stefan Premdas   | 16.03.1988 (22)       | 191         | Stevens Institute of Technology |
| Ryan Seifert     | 30.12.1991 (19)       | 193         | Stevens Institute of Technology |